# Seul et en silence
Albums de Manau
Best of
(2007) Panique celtique II, le village
(2011)
Seul et en silence est un album acoustique de Manau comportant 8 titres, enregistré en 2007 et rendu disponible à la vente en 2013, en même temps que l'album Fantasy.

## Pistes
| No | Titre                       | Durée |
| -- | --------------------------- | ----- |
| 1. | Maguy                       | 3:16  |
| 2. | Seul et en silence          | 3:09  |
| 3. | El clodo                    | 3:00  |
| 4. | Je ne t'en veux pas tu sais | 3:38  |
| 5. | La Guerre naguère           | 3:28  |
| 6. | J'ai encore rêvé            | 3:03  |
| 7. | J'voulais quoi              | 3:46  |
| 8. | Trente euros                | 3:17  |